# Nightmaster
Nightmaster è un personaggio dei fumetti DC Comics, uno spadaccino e un eroe stregone. Comparve per la prima volta in Showcase n. 82 (maggio 1969), e fu creato da Denny O'Neil e Jerry Grandenetti.

## Storia editoriale
Dopo l'introduzione in Showcase n. 82 (maggio 1969), il personaggio comparve nei numeri dei due mesi successivi, le cui illustrazioni furono assegnate a Bernie Wrightson. Il personaggio non ricomparve per oltre due decenni, ritornando poi in alcuni brevi cameo in Animal Man n. 25 (luglio 1990) e in The Book od Magic n. 3 (1991). Ebbe alcuni ruoli più significativi in Primal Force n. 11 e n. 12 (settembre-ottobre 1995) e in Swamp Thing n. 160 e n. 164 (novembre 1995-marzo 1996). Comparve tra i numerosi eroi sovrannaturali della DC nella miniserie Il giorno della vendetta (luglio-novembre 2005), con protagonista lo Spettro, in Day of Vengeance: Infinite Crisis Special n. 1 (marzo 2006), e nella maggior parte dei numeri della miniserie Crisi infinita (dicembre 2005-giugno 2006) prima di divenire una delle stelle della squadra omonima della serie Shadowpact, che lo vide protagonista nella copertina del luglio 2006.

## Biografia del personaggio
Jim Rook, cantante solista del gruppo musicale hard rock "The Electrics", entrò in un negozio in rovina di nome Oblivion Inc. All'interno fu in qualche modo trasportato alla strana dimensione di Myrra, dove fu il discendente del leggendario guerriero Myrraniano Nacht. Prese la Spada della Notte del suo antenato, un'arma con l'abilità di avvertire di un pericolo imminente e di costringere una persona a dire la verità, e fu coinvolto nella guerra tra Myrra e i warlocks. Dopo la sua avventura a Myrra, aprì una libreria proprio nell'Oblivion Inc. e divenne attivo al fianco di altri metaumani ed entità super naturali, come i Primal Force e Swamp Thing.
Mentre esplorava una porta nella sua libreria, Rook scoprì che si trattava solo di una delle tante "quinte" dell'Oblivion Bar, un reame ultra-dimensionale aperto a coloro che sono a contatto con la magia. Dopo aver passato alcuni anni come direttore del bar, ne divenne il proprietario. Il bar aveva le comodità della vita moderna, come le docce, la lavastoviglie e un forno a microonde. Aveva anche delle regole particolari, come i telefoni che non funzionavano a meno che chi chiamava non conoscesse il codice dell'area della sua dimensione.

### Shadowpact
Il bar divenne ultra affollato dopo che lo Spettro, l'ira di dio, distrusse tutta la magia, credendo che l'eliminazione completa di questa avrebbe eliminato tutto il male. Il Detective Chimp, un residente del bar da lungo tempo, mise insieme delle persone che si opponessero allo Spettro. Rook e molti altri eroi guidarono la carica, infine formando il team non ufficiale degli Shadowpact. Da soli e con gli alleati, gli Shadowpact si batterono per fermare lo Spettro e la sua alleata, Eclipso.
Dopo la sconfitta dello Spettro, Rook e i suoi alleati furono reclutati dallo Straniero Fantasma per entrare nella città di Riverrock, nel Wyoming. Mentre vi si trovavano intrappolati ed aver salvato tutte le persone dall'essere sacrificati dal gruppo terrorista dei Pentacole, sentirono che era passato un giorno, anche se a causa degli effetti della magia, era passato, in realtà, un intero anno. Tornato a casa, Rook scoprì non solo che lui e i suoi alleati erano stati commemorati con una statua, e che il gruppo era creduto morto, ma che aveva anche perso il suo bar a favore di un proprietario che non riusciva a far "sloggiare".
Rook imparò anche che più stava a contatto con la sua spada, più lentamente invecchiava, e che laspada era abitata dal suo ultimo portatore, suo padre.
Quando Nightmaster, Nightshade e Ragman tentarono di teleportarsi Washington D.C. per sventare una rapina in banca, rimasero intrappolati nelle Terre delle Ombre Notturne. Il trio capì che Myrra, e la sua capitale, Arcady, erano state correlate in parte alla famosa capitale. Successivamente, Rook lasciò gli Shadowpact per ritornare su Myrra.